# Pachychilon pictum
Pachychilon pictum es una especie de peces de la familia de los
Cyprinidae en el orden de los Cypriniformes.

## Morfología
- Los machos pueden llegar alcanzar los 20 cm de longitud total[1] y 70 g de peso.[2]

## Alimentación
Come peces e invertebrados.

## Hábitat
Es un pez de agua dulce y de clima tropical.

## Distribución geográfica
Se encuentra en Europa: es originario de Albania y ha sido introducido en Francia.